# Jacobiberg
Popcentrum Jacobiberg is een muziekschool en creatieve broedplaats in Arnhem die bestaat sinds 1951. 
Het begon als herberg/activiteiten centrum voor jongeren. In 2017 is Popcentrum Jacobiberg verhuisd naar een pand, midden in de natuur, op het voormalige KEMA-terrein bij Arnhems Buiten. Vanaf dit moment is Jacobiberg gaan groeien. Regelmatig worden er muzikale evenementen georganiseerd, vaak samen met het Arnhems poppodium Luxor Live.

## Geschiedenis

### CJMV (oude gebouw)
Het gebouw is een ontwerp van architect H. Stegeman. Het is gesticht als onderkomen voor het Christelijk Jonge Mannen Verbond, in de oorlog van 1940-1945 was het CJMV-pand in het Spijkerkwartier verloren gegaan bij een bombardement. Met Marshall-hulp en een gift van de toen hier gelegerde Canadese militairen werd de grond op de Jacobiberg aangekocht en het gebouw neergezet. De eerste steen is gelegd door een van de initiatiefnemers, Louis Sander Bruill. De opening van het nieuwe verenigingsgebouw vond eind 1951 plaats door minister van Wederopbouw en Volkshuisvesting, mr. J. in 't Veld.
Het gebouw had een tweeledige functie. In de zomermaanden werd het gebruikt als vakantieoord voor groepen jongeren en daarbuiten was er ruimte voor CJMV-activiteiten. In het kader van het jeugdvormingswerk werden er activiteiten georganiseerd. De CJMV-federatie vergaderde er en er werden bijeenkomsten gehouden van verschillende jeugdclubs.
Begin jaren zestig gaat het met de CJMV in Arnhem bergafwaarts. Het jeugdvormingswerk was op z'n retour en alleen de zogenaamde instuifavonden werden nog aangeboden. De avonden, ook toegankelijk voor niet-CJMV-leden, werden al snel een succes. Na afloop van lezingen en dagsluitingen werden er dans- en concertavonden georganiseerd. De 'beatgeneratie' nam het podium langzaam maar zeker over. Zij kwamen niet meer voor een educatief verantwoorde avond naar het centrum, maar om te dansen op de nieuwe muziek van de beatbands uit Arnhem en omgeving.

### Open jongerencentrum (1960)
In 1968 werd wegens de vele veranderingen de CJMV te Arnhem opgeheven en werden er plannen gesmeed om te komen tot een open jongerencentrum.
In Arnhem was een dergelijke voorziening niet aanwezig, terwijl elders in het land dit soort centra al waren opgericht. Bijvoorbeeld Fantasio in (Amsterdam), Paradiso (Amsterdam), Don Quichot (Sittard) en Doornroosje (Nijmegen). In Arnhem was het nog net iets te vroeg voor een open jongerencentrum, de enige plek die de goedkeuring van de alternatieve jeugd kon wegdragen was het CCC, ofwel het Creatief Communicatief Centrum, waar later de Stokvishal uit ontstond. Veel meer dan rondhangen bij de AKU-fontein was er eind jaren zestig in Arnhem niet bij.
In Arnhem was het in die jaren nog niet zo dat vanuit de jongeren zelf nieuwe organisaties ontstonden. Het was de oude garde, en met name Bruill, die met een nieuw plan voor de Arnhemse jeugd kwam. Het plan; hef de CJMV op en laat een nieuwe, frisse stichting het gebouw op de Jacobiberg exploiteren. Dat werd de FAJA, de Federatie Arnhemse Jongeren Activiteiten. De gemeente Arnhem ging akkoord, het rijk vulde de subsidie aan en het vakantieoord annex jeugdhonk werd veranderd in het eerste open jongerencentrum van Arnhem.

### Popmuziek (1970)
Begin jaren zeventig kwamen de eerste bands oefenen op het podium van de Berg. Naast de aanwezigheid van vele clubjes, bleven concerten deel uitmaken van het programma. Het aantal bands die de Jacobiberg als oefenruimte gebruikte groeide langzaam maar zeker. Tegelijk groeiden ook de activiteiten op het gebied van de amateur-podiumkunsten. Er werd een studio gebouwd en er was een film- en videogroep actief. In 1979 worden er tweewekelijkse concertavonden georganiseerd. Klachten over geluidsoverlast bij onder meer het optreden op 1 juli 1980 van Spargo leidden tot stopzetting van de concerten.

### Concerten (1980)
Onder een nieuw en jong bestuur kwam daarna een uitgebreide geluidsisolatie van het pand tot stand. De tijd was gunstig voor een nieuwe concertenreeks. De Stokvishal kampte namelijk met ernstige verliezen en werd daarom in 1983 gesloten. In de Jacobiberg ging men aan de slag om het ontstane gat te vullen. Naast de vele lokale bands kwamen nationale en internationale bands naar het podium op de Berg. Onder andere T.C. Matic, Vandenberg, Uk Subs, King Kurt en meer obscure bands als Eyeless in Gaza, De Artsen (de voorloper van Bettie Serveert) en The Dance Society traden op. Voor de concerten was echter geen budget van betekenis. Ze waren niet kostendekkend te krijgen en dwongen de Jacobiberg tot verandering. In 1986 werden de concerten gestopt en gekozen voor activiteiten gericht op de popmuzikant.

### Popcentrum (1990)
In 1989 werden de activiteiten voor popmuzikanten uitgebreid. Er ontstond in de jaren negentig een centrum met drie functies ten dienste van popmuziekbeoefenaars; educatie, faciliteiten en productie. Met de cursus opnametechniek stond het centrum landelijk in de belangstelling. Het activiteitenaanbod groeide en de belangstelling van muzikanten nam toe. In 1992 werd een nieuwe oefenruimte aan het gebouw toegevoegd. Subsidies van Jongeren bouwen voor Jongeren en van diverse andere fondsen maakten dit mogelijk. In 2002 kwam er nog een oefenruimte bij waardoor nieuwe bands werden aantrokken. De traditionele Paasconcerten op de Berg, het oudste popfestival van Arnhem, worden al meer dan 35 jaar druk bezocht. Participatie aan diverse festivals waaronder Koninginnedag, Park Open, de Popronde en de Sonsbeektheateravenue zorgt voor speelmogelijkheden voor de Arnhemse bands. Anno 2010 is er een aanbod van educatieve activiteiten, gelegenheid tot repetities en optredens voor bands, en zijn er muziekproductiefaciliteiten.

## Verhuizing
In november 2015 werd duidelijk dat de gemeente Arnhem weigerde nog langer subsidie te verstrekken aan het popcentrum, vanwege de slechte financiële situatie en toenemende schuldenlast. Per medio 2017 is Popcentrum Jacobiberg verhuisd naar een pand op het voormalige KEMA-terrein, eveneens te Arnhem. Gebouw Jacobiberg in Klarenbeek is in gebruik genomen als 'kindercentrum'.